# Androclès
Androclès était un esclave romain. 
On raconte qu'ayant été livré aux bêtes dans le Grand cirque de Rome pour s'être enfui de chez son maître, proconsul d'Afrique, il fut reconnu et épargné par un lion. En s'échappant de chez son maître et en s'enfuyant dans le désert, il aurait guéri l'animal et aurait vécu avec lui. Livré aux fauves, il devait mourir. Cependant, le lion le reconnut et lui montra des signes d'affection. L'empereur, apprenant cette explication de la bouche d'Androclès, le gracia et lui fit cadeau du lion. Androclès le promena en laisse dans toute la ville, recevant de l'argent des passants. 
Cet événement est placé vers le Ier siècle. Il n'a d'autre garant que le récit d'Aulu-Gelle, qui le cite d'après Apion, qui en aurait été le témoin à Rome probablement sous Caligula.

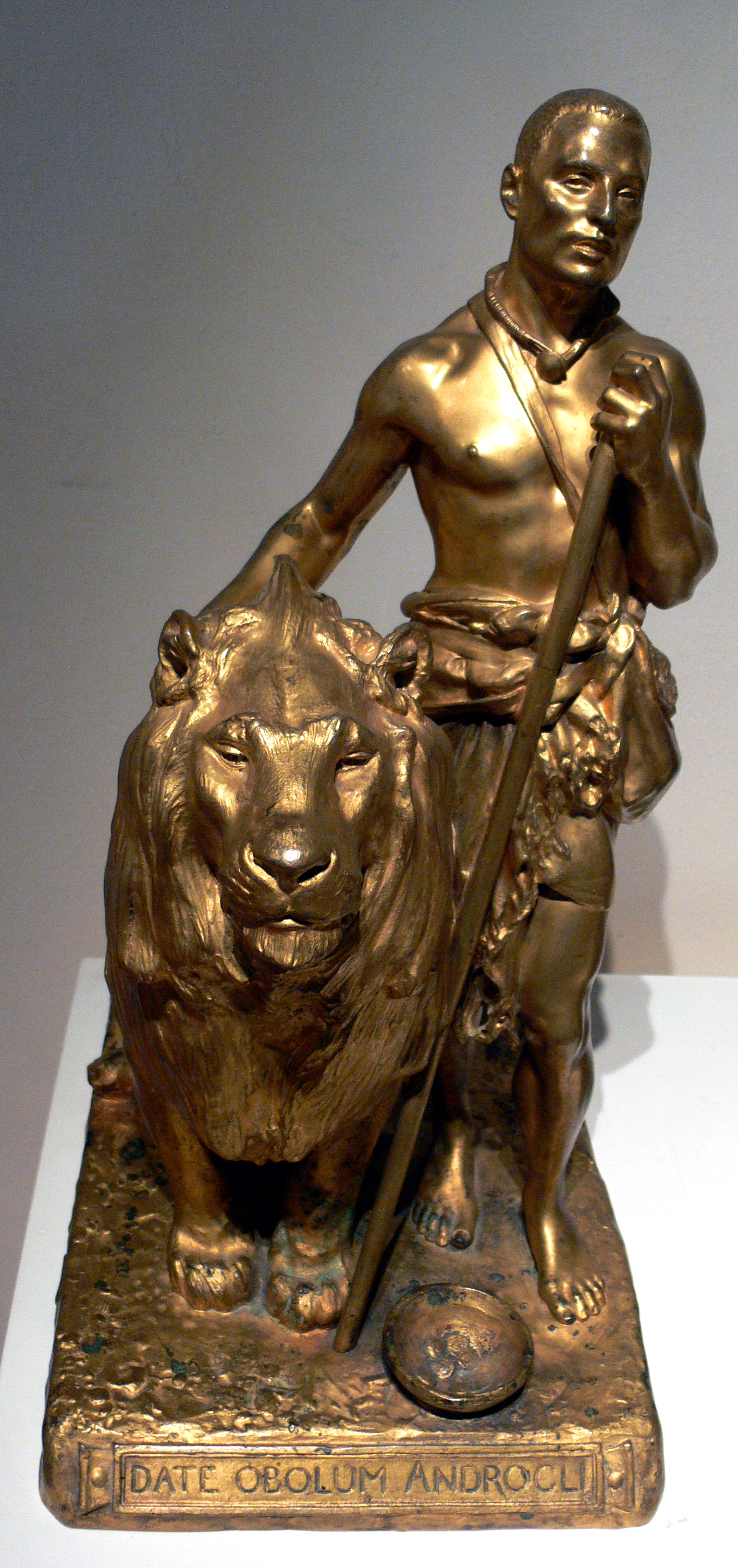
Androclès et son lion, par Jean-Léon Gérôme.

Cet épisode paraît être une version d'une anecdote récurrente : Pline l'Ancien rapporte la reconnaissance manifestée par un lion à qui Mentor de Syracuse avait retiré une épine de la patte, et le cas similaire d'Elpis de Samos, qui ôta un os coincé dans la gueule d'un lion d'Afrique.
Cet épisode a inspiré George Bernard Shaw, qui a intitulé un de ses ouvrages Androclès et le Lion (1912), ainsi que Victor Hugo, dont un des poèmes de La légende des siècles est appelé Au lion d'Androclès. Ou encore Yvain ou le Chevalier au lion de Chrétien de Troyes. Enfin, le personnage fait son apparition dans les tomes 7 et 8 de Murena.